# Nikolaj Aleksandrovič Dobroljubov
(Nikolaj V. Bogoslavskij, Vita di Černyševskij, Mosca, 1958, cap. XIII., A capo dei rivoluzionari)
Nikolaj Aleksandrovič Dobroljubov (IPA: [nʲɪkɐˈlaj ɐlʲɪˈksandrəvʲɪtɕ dəbrɐˈlʲubəf]) (in russo: Никола́й Алекса́ндрович Добролю́бов; Nižnij Novgorod, 5 febbraio 1836 – San Pietroburgo, 29 novembre 1861) è stato un giornalista e critico letterario russo.

## Biografia
Figlio di un pop, compì gli studi presso il seminario della città natale fino al 1853, quando si trasferì a San Pietroburgo per frequentare i corsi dell'Istituto di pedagogia.
Già durante gli studi si interessò di giornalismo, facendo parte della redazione de Le voci, piccola pubblicazione curata dagli attivisti di un circolo studentesco di cui era socio, connotata dal taglio critico nei confronti della società russa dell'epoca.

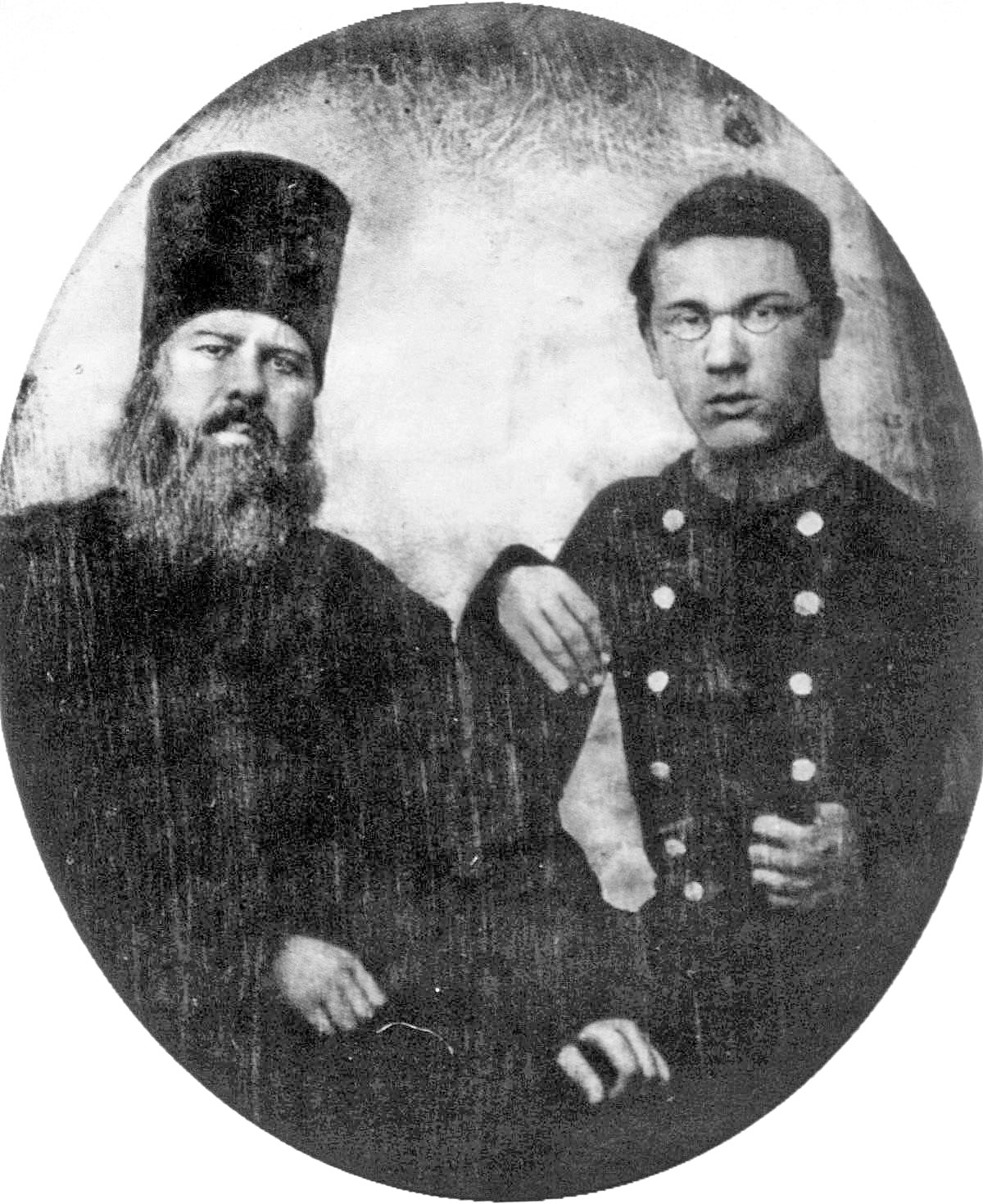
Dobroljubov con il padre

Fu proprio durante il periodo di studi che iniziò a sviluppare e definire la sua visione politica fortemente democratica e materialistica. Il primo indizio di questo lo troviamo già nel suo primo articolo pubblicato nel 1856 sui numeri 8 e 9 di Sovremennik dal titolo Conversazione con gli amici della letteratura. 
Questo primo contatto lo portò a conoscere Nikolaj Nekrasov, editore della rivista, e Nikolaj Černyševskij, con cui instaurò una profonda e reciproca amicizia, divenendone il più stretto collaboratore, vista la convergenza degli ideali e della visione del ruolo della cultura e dell'arte all'interno del dibattito politico sulla funzione e l'influsso delle stesse in relazione con il tessuto sociale. Fino alla fine degli studi, nel 1857, partecipò alla redazione della rivista in forma anonima, dopo ne divenne curatore della rubrica di critica e bibliografia. In seguito Sovremmennik ospitò i suoi scritti critici, tra cui saggi su Michail Saltykov-Ščedrin, sul poeta Aleksandr Poležaev, sulle traduzioni di Goethe e Schiller, e vari articoli: Sul grado di partecipazione dell'elemento popolare nella letteratura russa, Lo sviluppo organico dell'uomo, I primi anni del regno di Pietro il grande, La civiltà russa.
La rivista di Nekrasov pubblicava Svistok (Il fischietto) come supplemento satirico, e Dobroljubov ne divenne direttore nel 1859. Contestualmente scrisse Le inezie letterarie dello scorso anno, Che cos'è l'oblomovismo, Il regno delle tenebre e Quando dunque verrà il vero giorno, all'inizio dell'anno successivo.
Nella sua impostazione prettamente pedagogica, riteneva la letteratura un mezzo fondamentale ed utile per veicolare istanze politiche, sociali ed etiche, e la critica ad essa correlata un efficace strumento di guida del pensiero della società. 
I suoi saggi di critica letteraria sono una esplicativa prova delle sue tesi. Uno di questi è il noto e già citato Čto takoe oblomovščina ("Che cos'è l'oblomovismo"), che portò ad una larghissima diffusione dell'aggettivo, già utilizzato nel romanzo Oblomov dallo stesso Gončarov, ma che Dobroljubov utilizzò per stigmatizzare "il tipo sociale dell'uomo superfluo", trovando in questo un'icona simbolica della profonda carenza, a suo modo di vedere, di vero idealismo nella società della Russia dell'epoca.
Nel 1860 partì per un viaggio, resosi necessario per tentare di curare la tubercolosi da cui era affetto, recandosi in Svizzera, Germania, in Francia e in Italia, in cui soggiornò a lungo e dove ebbe modo di scrivere Tratti caratteristici dell'uomo semplice russo, Un raggio di luce nel regno delle tenebre e alcune cronache sull'Italia, Padre Gavazzi e le sue prediche, Lettere dall'Italia, Vita e morte del conte Cavour, I due conti, Da Torino. Ritornato a San Pietroburgo, benché non migliorato nella malattia riprese l'intenso lavoro critico-giornalistico. Il suo ultimo lavoro, un saggio su Umiliati e offesi, di Fëdor Dostoevskij, fu pubblicato sul nono numero di Sovremennik. Le sue condizioni di salute continuarono però a peggiorare e la tisi lo portò alla morte, nel novembre del 1861, a soli venticinque anni. 
Profondamente addolorato per la prematura perdita dell'amico, che aveva vegliato negli ultimi giorni, Černyševskij scrisse: «Io pure sono un uomo utile, ma sarebbe stato meglio se fossi morto io e non lui. Il popolo russo ha perso con lui il suo miglior difensore».

## Opere (elenco parziale)
- Čto takoe oblomovščina? (Che cos'è l'oblomovismo?), 1859
- Tëmnoe carstvo (Il regno delle tenebre), 1859
- Kogda že pridët nastojaščij den'? (Quando verrà il vero giorno?), 1860
- Luč sveda v tëmnom carstve (Un raggio di luce nel regno delle tenebre), 1860
- Zabitye ljudi (Uomini oppressi), 1861
- Natura naturans, 1895
- Iz knigi nevidimoj (Dal libro invisibile), 1905
- Sobranie sočinenij, Mosca, 1961 - 1964, 9 voll. (pubblicazione delle opere complete)

## Traduzioni in italiano
- Che cos'è l'oblomovismo? - Quando verrà il vero giorno?, Cooperativa Libro Popolare, Milano, 1952
- Il regno delle tenebre e altri saggi, Editori Riuniti, Roma, 1956
- Conti preti briganti cronache italiane, Giordano Editore, Milano, 1966
- Saggi critici, Edizioni Raduga, Mosca, 1986. ISBN 5-05-000802-6